# Sava/Saison 2012
Dieser Artikel listet Erfolge und Fahrer des Radsportteams Sava in der Saison 2012 auf.

## Erfolge in der UCI Asia Tour
In den Rennen der Saison 2012 der UCI Asia Tour gelangen die nachstehenden Erfolge.
| Datum    | Rennen                          | Kat. | Fahrer      |
| -------- | ------------------------------- | ---- | ----------- |
| 30. Juni | 2. Etappe Tour of Qinghai Lake  | 2.HC | Luka Mezgec |
| 2. Juli  | 4. Etappe Tour of Qinghai Lake  | 2.HC | Luka Mezgec |
| 4. Juli  | 6. Etappe Tour of Qinghai Lake  | 2.HC | Luka Mezgec |
| 10. Juli | 11. Etappe Tour of Qinghai Lake | 2.HC | Luka Mezgec |
| 12. Juli | 13. Etappe Tour of Qinghai Lake | 2.HC | Luka Mezgec |

## Erfolge in der UCI Europe Tour
In den Rennen der Saison 2012 der UCI Europe Tour gelangen die nachstehenden Erfolge.
| Datum      | Rennen                         | Kat. | Fahrer      |
| ---------- | ------------------------------ | ---- | ----------- |
| 9. Mai     | 5. Etappe Five Rings of Moscow | 2.2  | Luka Mezgec |
| 11. August | Memoriał Henryka Łasaka        | 1.2  | Luka Mezgec |

## Zugänge – Abgänge
| Zugänge      | Team 2011 | Abgänge     | Team 2012 |
| ------------ | --------- | ----------- | --------- |
| Žiga Grošelj | Neoprofi  | Domen Kalan | Unbekannt |
| Žiga Marolt  | Neoprofi  |             |           |

## Platzierungen in UCI-Ranglisten
| UCI Continental Circuit | Platz |
| ----------------------- | ----- |
| UCI Asia Tour 2012      | 15    |
| UCI Europe Tour 2012    | 54    |

## Mannschaft
| Name             | Geburtstag         | Nationalität |
| ---------------- | ------------------ | ------------ |
| Nejc Bester      | 6. Oktober 1992    | Slowenien    |
| Jure Bitenc      | 7. Januar 1991     | Slowenien    |
| Nik Burjek       | 18. September 1987 | Slowenien    |
| Mark Džamastagič | 1. Februar 1991    | Slowenien    |
| Žiga Grošelj     | 31. August 1993    | Slowenien    |
| Vladimir Kerkez  | 1. März 1984       | Slowenien    |
| Žiga Marolt      | 9. Juni 1993       | Slowenien    |
| Luka Mezgec      | 27. Juni 1988      | Slowenien    |
| Tim Mikelj       | 6. Mai 1992        | Slowenien    |
| Gašper Švab      | 18. Juli 1986      | Slowenien    |
| Jure Zrimšek     | 20. Januar 1982    | Slowenien    |